# Rome (New York)
Rome város az Amerikai Egyesült Államok New York államában, Oneida megyében. Lakosainak száma 32 127 fő (2020. április 1.).

## Közlekedés
A települést érinti az Amtrak egyik távolsági vasúti járata is, az Empire Service.

## Népesség
A település népességének változása:

| 2010 | 33 725 |
| 2020 | 32 127 |